# Timonius montanus
Timonius montanus är en måreväxtart som beskrevs av Henry Nicholas Ridley. Timonius montanus ingår i släktet Timonius och familjen måreväxter. Inga underarter finns listade i Catalogue of Life.